# Gyorskorcsolya a 2010. évi téli olimpiai játékokon
A 2010. évi téli olimpiai játékokon a gyorskorcsolya versenyszámait a richmondi Richmond Olympic Oval sportközpontban rendezték meg február 13. és 27. között.
A férfiaknak és a nőknek egyaránt 6-6 versenyszámban osztottak érmeket.

## Részt vevő nemzetek
A versenyeken 24 nemzet 177 sportolója vett részt.
- Ausztrália (AUS) (1)
- Ausztria (AUT) (1)
- Csehország (CZE) (2)
- Dánia (DEN) (1)
- Dél-Korea (KOR) (16)
- Egyesült Államok (USA) (18)
- Észak-Korea (PRK) (1)
- Fehéroroszország (BLR) (1)
- Finnország (FIN) (4)
- Franciaország (FRA) (2)
- Hollandia (NED) (19)
- Japán (JPN) (19)
- Kanada (CAN) (15)
- Kazahsztán (KAZ) (4)
- Kína (CHN) (14)
- Lengyelország (POL) (10)
- Lettország (LAT) (1)
- Németország (GER) (13)
- Norvégia (NOR) (8)
- Olaszország (ITA) (5)
- Oroszország (RUS) (17)
- Svájc (SUI) (1)
- Svédország (SWE) (3)
- Új-Zéland (NZL) (1)

## Éremtáblázat
(A rendező nemzet csapata eltérő háttérszínnel, az egyes számoszlopok legmagasabb értéke, vagy értékei vastagítással kiemelve.)
| A 2010. évi téli olimpiai játékok éremtáblázata gyorskorcsolyában | A 2010. évi téli olimpiai játékok éremtáblázata gyorskorcsolyában | A 2010. évi téli olimpiai játékok éremtáblázata gyorskorcsolyában | A 2010. évi téli olimpiai játékok éremtáblázata gyorskorcsolyában | A 2010. évi téli olimpiai játékok éremtáblázata gyorskorcsolyában | Olimpia  |
| ----------------------------------------------------------------- | ----------------------------------------------------------------- | ----------------------------------------------------------------- | ----------------------------------------------------------------- | ----------------------------------------------------------------- | -------- |
|                                                                   | Ország                                                            | Arany                                                             | Ezüst                                                             | Bronz                                                             | Összesen |
| 1.                                                                | Dél-Korea (KOR)                                                   | 3                                                                 | 2                                                                 | 0                                                                 | 5        |
| 2.                                                                | Hollandia (NED)                                                   | 3                                                                 | 1                                                                 | 3                                                                 | 7        |
| 3.                                                                | Kanada (CAN)                                                      | 2                                                                 | 1                                                                 | 2                                                                 | 5        |
| 4.                                                                | Csehország (CZE)                                                  | 2                                                                 | 0                                                                 | 1                                                                 | 3        |
| 5.                                                                | Németország (GER)                                                 | 1                                                                 | 3                                                                 | 0                                                                 | 4        |
| 6.                                                                | Egyesült Államok (USA)                                            | 1                                                                 | 2                                                                 | 1                                                                 | 4        |
|                                                                   |                                                                   |                                                                   |                                                                   |                                                                   |          |
| 7.                                                                | Japán (JPN)                                                       | 0                                                                 | 2                                                                 | 1                                                                 | 3        |
| 8.                                                                | Oroszország (RUS)                                                 | 0                                                                 | 1                                                                 | 1                                                                 | 2        |
|                                                                   |                                                                   |                                                                   |                                                                   |                                                                   |          |
| 9.                                                                | Kína (CHN)                                                        | 0                                                                 | 0                                                                 | 1                                                                 | 1        |
| 9.                                                                | Lengyelország (POL)                                               | 0                                                                 | 0                                                                 | 1                                                                 | 1        |
| 9.                                                                | Norvégia (NOR)                                                    | 0                                                                 | 0                                                                 | 1                                                                 | 1        |
|                                                                   |                                                                   |                                                                   |                                                                   |                                                                   |          |
| Összesen                                                          | Összesen                                                          | 12                                                                | 12                                                                | 12                                                                | 36       |

## Érmesek
A rövidítések jelentése a következő:
- OR: olimpiai rekord

### Férfi
| A 2010. évi téli olimpiai játékok érmesei férfi gyorskorcsolyában |                                                                 |             |                                                                                          |          |                                                                                 |            |
| Versenyszám                                                       | Arany                                                           | Arany       | Ezüst                                                                                    | Ezüst    | Bronz                                                                           | Bronz      |
| 500 m                                                             | Mo Thebom · Dél-Korea (KOR)                                     | 69,82       | Nagasima Keiicsiró · Japán (JPN)                                                         | 69,98    | Kató Dzsódzsi · Japán (JPN)                                                     | 70,01      |
| 1000 m                                                            | Shani Davis · Egyesült Államok (USA)                            | 1:08,94     | Mo Thebom · Dél-Korea (KOR)                                                              | 1:09,12  | Chad Hedrick · Egyesült Államok (USA)                                           | 1:09,32    |
| 1500 m                                                            | Mark Tuitert · Hollandia (NED)                                  | 1:45,57     | Shani Davis · Egyesült Államok (USA)                                                     | 1:46,10  | Håvard Bøkko · Norvégia (NOR)                                                   | 1:46,13    |
| 5000 m                                                            | Sven Kramer · Hollandia (NED)                                   | 6:14,60 OR  | I Szunghun · Dél-Korea (KOR)                                                             | 6:16,95  | Ivan Szkobrev · Oroszország (RUS)                                               | 6:18,05    |
| 10 000 m                                                          | I Szunghun · Dél-Korea (KOR)                                    | 12:58,55 OR | Ivan Szkobrev · Oroszország (RUS)                                                        | 13:02,07 | Bob de Jong · Hollandia (NED)                                                   | 13:06,73   |
| Csapatverseny                                                     | Kanada (CAN) · Mathieu Giroux · Lucas Makowsky · Denny Morrison | 3:41,37     | Egyesült Államok (USA) · Brian Hansen · Chad Hedrick · Jonathan Kuck · Trevor Marsicano* | 3:41,58  | Hollandia (NED) · Jan Blokhuijsen · Sven Kramer · Simon Kuipers* · Mark Tuitert | 3:39,95 OR |

* A versenyző nem szerepelt a döntőben.

### Női
| A 2010. évi téli olimpiai játékok érmesei női gyorskorcsolyában | |         |                                                          |         |                                                                                       |         |
| Versenyszám                                                     | Arany | Arany   | Ezüst                                                    | Ezüst   | Bronz                                                                                 | Bronz   |
| 500 m                                                           | I Szanghva · Dél-Korea (KOR)                                                                                   | 76,09   | Jenny Wolf · Németország (GER)                           | 76,14   | Fu Csun-jen (Fu Chunyan) · Kína (CHN)                                                 | 76,63   |
| 1000 m                                                          | Christine Nesbitt · Kanada (CAN)                                                                               | 1:16,56 | Annette Gerritsen · Hollandia (NED)                      | 1:16,58 | Laurine van Riessen · Hollandia (NED)                                                 | 1:16,72 |
| 1500 m                                                          | Ireen Wüst · Hollandia (NED)                                                                                   | 1:56,89 | Kristina Groves · Kanada (CAN)                           | 1:57,14 | Martina Sáblíková · Csehország (CZE)                                                  | 1:57,96 |
| 3000 m                                                          | Martina Sáblíková · Csehország (CZE)                                                                           | 4:02,53 | Stephanie Beckert · Németország (GER)                    | 4:04,62 | Kristina Groves · Kanada (CAN)                                                        | 4:04,84 |
| 5000 m                                                          | Martina Sáblíková · Csehország (CZE)                                                                           | 6:50,92 | Stephanie Beckert · Németország (GER)                    | 6:51,39 | Clara Hughes · Kanada (CAN)                                                           | 6:55,73 |
| Csapatverseny                                                   | Németország (GER) · Daniela Anschütz-Thoms · Stephanie Beckert · Anni Friesinger-Postma* · Katrin Mattscherodt | 3:02,82 | Japán (JPN) · Hozumi Maszako · Kodaira Nao · Tabata Maki | 3:02,84 | Lengyelország (POL) · Katarzyna Bachleda-Curuś · Katarzyna Woźniak · Luiza Złotkowska | 3:03,73 |

* A versenyző nem szerepelt a döntőben.